# Vision de Tondale

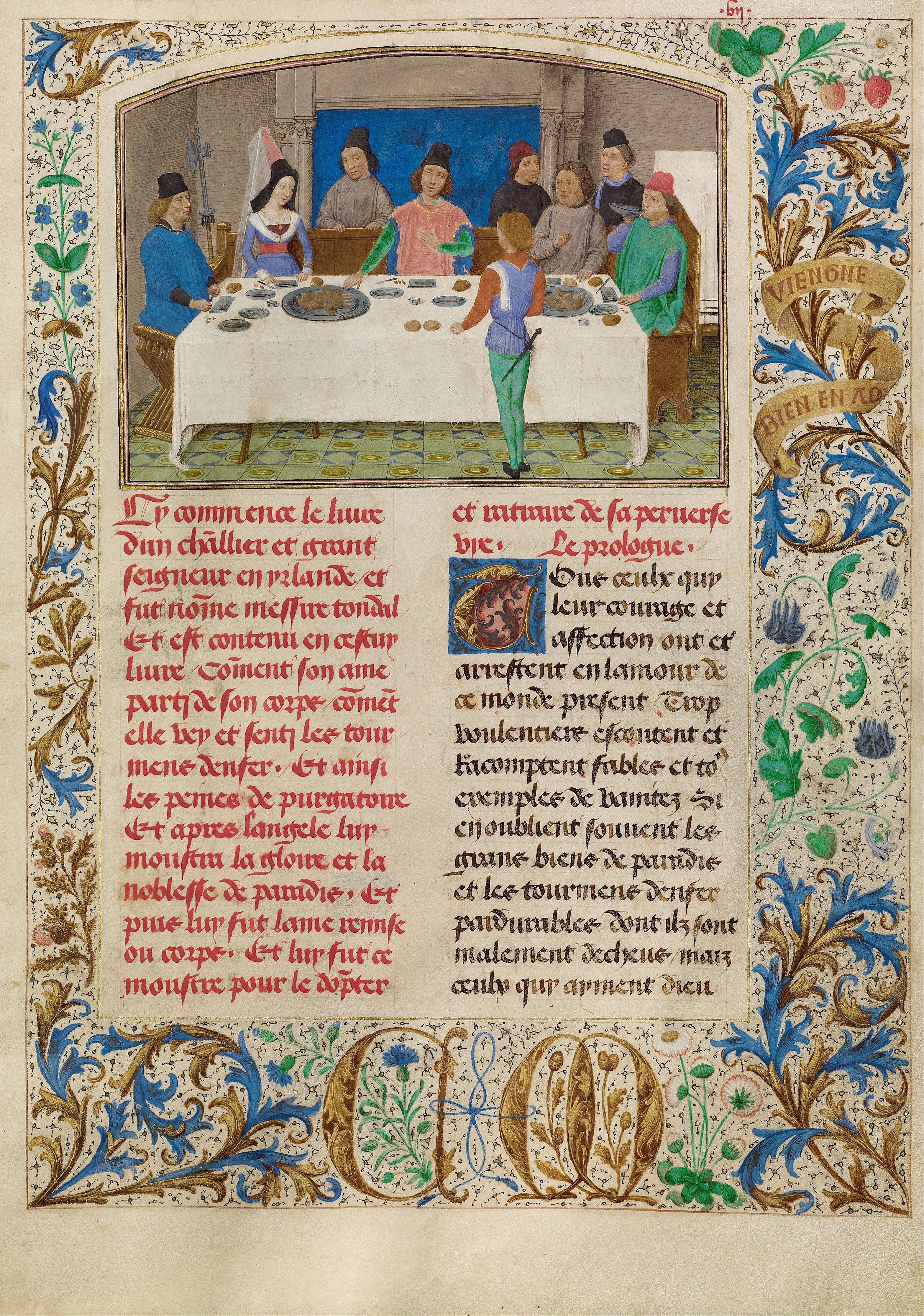
Tondale à son repas sur le point de mourir.

La vision de Tondale (en latin Visio Tnugdali) est la vision d’un chevalier irlandais du XIIe siècle écrite en 1149 par le frère Marcus. Vu comme un texte visionnaire de la littérature traitant de l’au-delà, il a été traduit, du latin original, 43 fois en 15 langues différentes tout au long du XVe siècle. Ce texte s'avéra en son temps très populaire auprès des Germaniques, en connaissant 10 traductions en allemand, 4 en néerlandais, 11 en français. Plus de 172 manuscrits ont été découverts jusqu'à maintenant. De nos jours, l'historien Jacques Le Goff en particulier a remis en lumière ce texte médiéval, en ravivant le débat théologique sur la naissance du purgatoire dans l’au-delà.

## Présentation générale de l’œuvre
L'auteur du texte est connu sous le nom de frère Marcus, un moine établi dans le monastère de Ratisbonne, en Allemagne. Il raconte avoir entendu cette histoire directement de la bouche du chevalier Tondale, et il l'aurait traduite de l’irlandais à la demande de l’abbesse du monastère.
L’histoire se déroule à Cork, en Irlande, en 1149. La Visio raconte comment le fier chevalier Tondale tombe inconscient durant 3 jours ; durant tout ce temps, son âme se voit guidée par un ange à travers l’au-delà. Lors de son périple, Tondale expérimente les tourments des damnés. L’ange ordonne au chevalier de se souvenir du parcours qu’il vient d’accomplir et de faire connaître au monde son histoire. Lorsqu’il reprend possession de son corps, Tondale décide de se consacrer à une vie pieuse, afin de se racheter et d'expier ses expériences passées.
Yolande de Pontfacy affirme : « Le texte est divisé en 27 parties (nombre lunaire) et le récit est divisé en vingt-quatre chapitres (nombre solaire). L’au-delà est couvert par 22 chapitres à l’image de la Cité de Dieu de Saint Augustin. » 

## Composition

### Contexte
La vision de Tondale se déroule au moment où prenait fin la deuxième croisade, qui se solda en un cuisant échec pour les croisés. Marcus situe l’histoire en mentionnant les règnes de plusieurs personnages. « 1149, deuxième année du règne de Conrad, roi des Romains, quatrième année du pontificat du pape Eugène, départ pour Rome de saint Malachie, évêque de Down et légat d’Irlande. » Selon Jan Swango Emerson, Tondale est dans la littérature médiévale le premier personnage à avoir une vision et souffrir de tourments qu'on lui inflige, alors qu’auparavant, ce sujet ne semble avoir été traité que par des observations faites par l’âme.

### Géographie
L’histoire de Tondale se déroule sur une île située dans la mer occidentale. Une île où toutes les richesses abondent et où les prédateurs et bêtes venimeuses sont inexistants. Cette île est celle d’Irlande, voisine de l’Angleterre, l’Écosse, Galles, les Shetlands, les Orcades et l’Espagne. L’île possède 33 cités dont les évêques dépendent de deux archevêques ; Armagh, au Nord, et Cashel, une puissante cité. Originaire de cette ville, le chevalier se faisait appeler monseigneur Tondale de Cashel.
Sa géographie de l’enfer est le contraire de l’Irlande. On y trouve une grande vallée obscure et remplie de charbon ardent ; une montagne séparant un feu de soufre et un étang glacé ; une vallée profonde où il faut marcher sur une planche très mince pour la traverser ; des bêtes énormes ; un étang aux courants forts surplombé d’un pont de clous ; une maison de la taille d’une montagne ; un lac gelé ; une vallée de forgerons, et la demeure de Lucifer.
Après sa visite de l’enfer, Tondale est mené dans un lieu intermédiaire. Ce lieu est calme et temporaire. On y trouve une fontaine, un mur où le vent et la pluie frappent fort.
Enfin, le paradis de Tondale n'est que jardins, belles demeures et air pur.

## Argument

### La Mort du Chevalier
La vision débute par le contexte de la vie vécue par le chevalier Tondale. Il venait d’une noble famille. Bien éduqué et de belle apparence il avait un tempérament de feu. Il ne se fiait qu’à sa beauté et sa jeunesse ne voulant rien entendre sur le salut de son âme.
Monseigneur Tondale, allant chercher la dette d’un ami se fit inviter à manger, puisque son ami ne pouvait pas rembourser sa dette à ce moment. Il s’installa à table après avoir posé sa fidèle hache. Alors qu’il tendit le bras droit pour prendre un morceau de nourriture, il commença à trembler et frissonner.

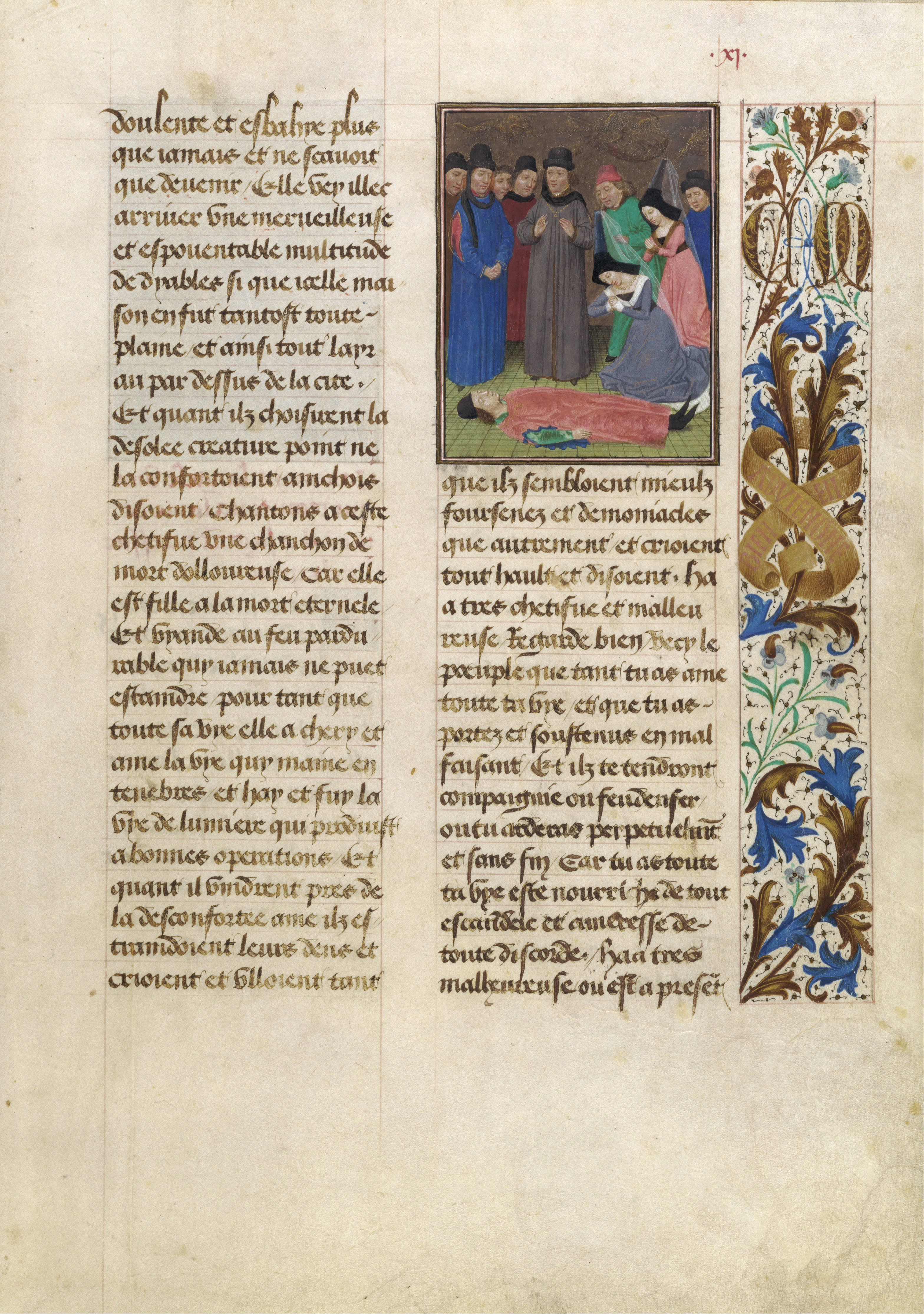
Tondale mort

Sachant que son heure arrivait, il confia sa hache à la femme de son ami en disant qu’il allait mourir juste avant de tomber raide mort au sol. Il resta sur le sol du mercredi à neuf heures, jusqu'au samedi à neuf heures.

### L’au-delà
Tondale étant mort son âme quitte son corps et se voit entouré de démons qui veulent s’en emparer. Son ange gardien apparaît au bon moment et le sauve des démons avant d’entamer le chemin à travers l’au-delà. Il lui explique en chemin que Dieu lui est miséricordieux et a décidé de sauver son âme, mais qu’il devra souffrir. Ils commencent donc, ensemble, la route que tous doivent prendre pour se rendre à leur place dans la mort.

### L’enfer
Durant leur chemin, ils passèrent dans 9 tourments.
Le premier tourment est celui réservé à ceux ayant commis un homicide ainsi que leurs complices. Tondale échappe à ce tourment.

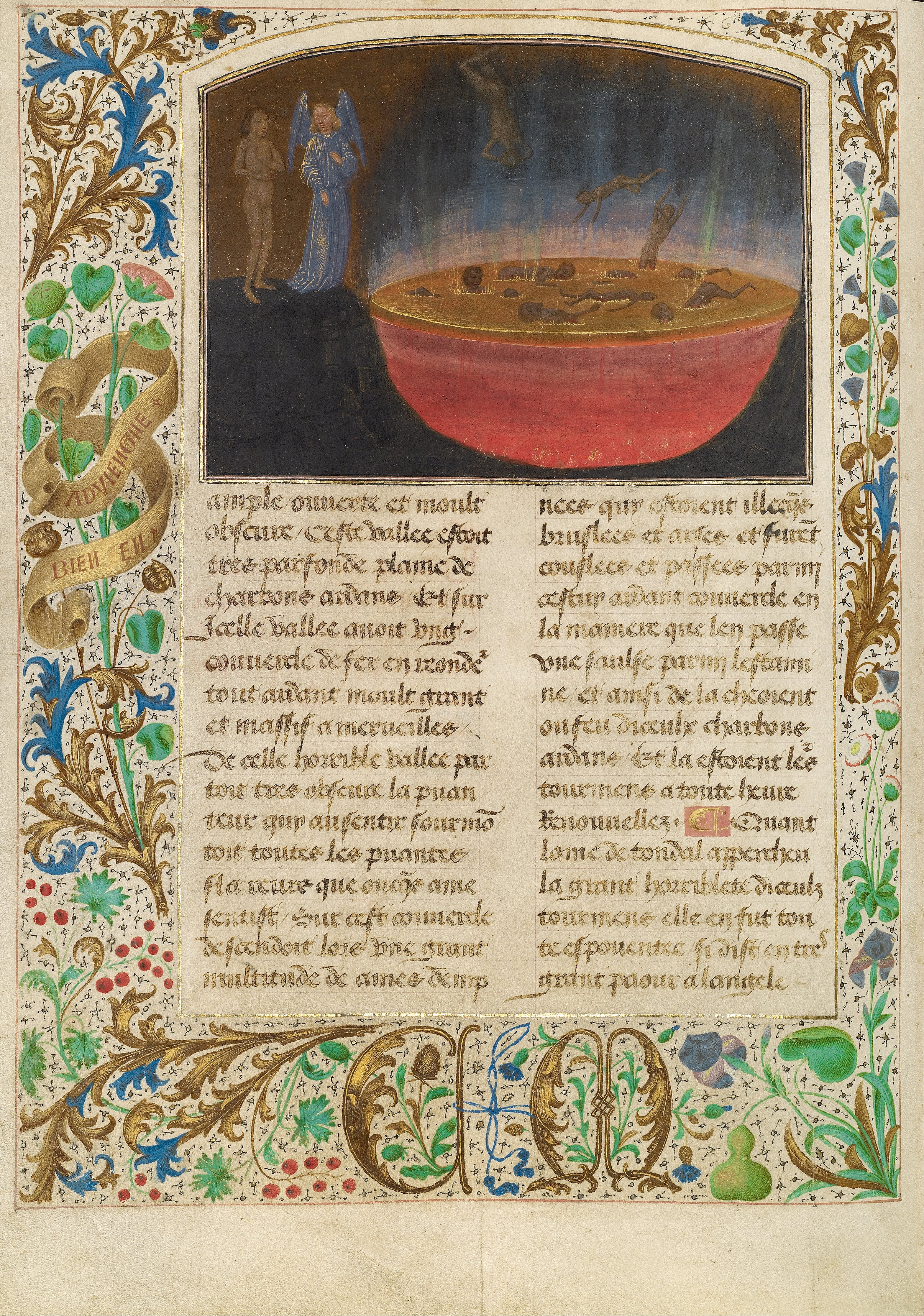
Homicides et complices

Une grande vallée, effrayante et ténébreuse  large, ouverte et obscure. Cette vallée était très profonde et pleine de charbons ardents. Elle était recouverte d’un couvercle de fer rond, très brûlant, et massif. De cette vallée, émanait une puanteur qui surpassait les odeurs les plus infectes. Sur ce couvercle descendait une multitude d’âmes damnés qui étaient brûlées, consumées, liquéfiées et filtrées à travers ce couvercle comme l’on passe une sauce au tamis. De là, elles tombaient dans le feu de ces charbons ardents. Puis leur supplice était constamment renouvelé.
Le second tourment est le supplice réservé aux mécréants et aux hérétiques. Tondale échappe aussi à ce tourment.
Une montagne effrayante, où il y avait un chemin très étroit. D’un côté de la montagne, il y avait un immense feu de soufre, de l’autre de grands viviers et des étangs glacés, et des vents impétueux et des tempêtes. Sur cette montagne et tous ses environs se tenaient les ennemis diaboliques ayant tous en mains de grands crocs et des fourches de fer rouge ainsi que de gros barils de fer fondu et de crochets incandescents et très pointus avec lesquels ils attiraient et attrapaient les âmes qui passaient par là, et cruellement les poussaient au plus profond des tourments dans les brasiers de flammes ardentes. Et quand ils avaient bien longuement été tourmentées dans ces fournaises, avec leurs crochets brûlants ils les remontaient et les jetaient dans des abîmes profonds remplis d’eau, de neige et de glaces froides et coupantes et, là de nouveau les tourmentaient. Aussitôt qu’une âme se plaint d’avoir trop chaud, elle est jetée et tourmentée dans un froid intense où elle se trouve pire qu’avant.
Le troisième tourment est celui des orgueilleux, ingrats et arrogants ayant méprisé les pauvres et les commandements de Dieu. Tondale à la chance de se voir épargner ce tourment.
Une vallée terrifiante d’où émanaient des odeurs infectes. De cet abîme montait une telle odeur puante de soufre et autres pourritures comme venant de charognes. Et l’on entendait aussi les cris déchirants, les regrets et les plaintes de la multitude d’âmes qui y étaient horriblement tourmentées. Au-dessus de l’entrée de cette horrible vallée était jetée une très longue planche, qui en reliait les deux côtés. Cette planche avait bien plu de mille pieds de longueur, mais en largeur elle n’en avait à peine qu’un. L’âme de Tondal vit maintes âmes trébucher et tomber en bas de ce pont dans cette profonde vallée. Il n’en vit aucune arriver à le passer sauf l’âme d’un prêtre qui le traversa pleine d’inquiétude et de crainte, mais elle ne courait aucun danger.

Le quatrième tourment est celui des avares. À son grand malheur l’âme du chevalier doit subir ce tourment horrible.

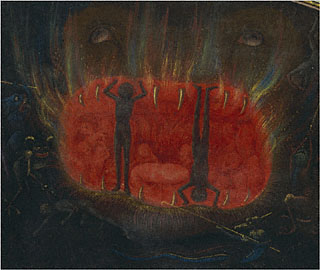
The Mouth of Hell, by Simon Marmion, from the Getty Tondal, detail

Une bête d’une taille si colossale que nul ne pourrait l’imaginer. Cette horrible bête était si énorme que l’esprit du chevalier n’avait même jamais vu une montagne de cette taille; elle avait deux yeux qui ne ressemblaient à rien d’autre que deux immenses charbons ardents. Et sa gueule était d’une telle ouverture et d’une telle largeur que dix mille chevaliers armés et tous à cheval auraient pu y entrer de front. Cette gueule était tenue ouverte par deux grands diables terrifiants à regarder. L’un avait la tête plantée dans les dents du haut et les pieds dans celles du bas. Et l’autre apparaissait placé plus loin était à l’envers : la tête plantée dans les dents du bas et les pieds dans celle du haut. Ces deux diables étaient dans la gueule de cette bête comme deux colonnes qui la divisaient en trois entrées. Un feu d’une grandeur inextinguible sortait de cette gueule divisée en trois parties. Les âmes damnées y entraient au milieu des flammes. L’extrême puanteur qui en sortait, était à nulle autre pareille. L’esprit du chevalier entendait les douloureuses plaintes des malheureuses âmes qui à l’intérieur de cette bête hideuse se lamentaient; il y en avait une telle multitude que nul ne pourrait en savoir le nombre. Il y avait aussi devant la gueule de cette bête, un grand nombre de diables qui employaient la force pour y faire entrer les pauvres âmes, mais auparavant cruellement ils les injuriaient, les battaient et les malmenaient. Cette bête est nommée l’Acheron.
Le cinquième tourment est celui des larrons et des voleurs. Pour avoir jadis volé une vache à un ami, même s’il l’avait par la suite rendue, Tondale se doit de subir ce tourment.
Un étang immense dont le courant était si puissant que les eaux ne laissaient pas voir ce qu’elles contenaient. Dans cet étang il y avait un grand nombre de bêtes qui ne cessaient de hurler et mugir. Elles ne désiraient rien d’autre que de recevoir des âmes damnées à dévorer. Au-dessus il y avait un pont très long et très étroit. Il faisait bien trois mille pas de long, mais n’avait qu’une paume de largeur. En plus cette planche était traversée par des clous de fer dont les pointes acérées ressortaient vers le haut et transperçaient les pieds de ceux qui passaient. Et sous le pont, attendant leurs proies, toutes ces bêtes étonnantes et effrayantes étaient rassemblées; elles étaient aussi hautes qu’une tour. Du feu et des flammes sortaient de leur gueule et de leurs narines à un tel degré que tout l’étang bouillait impétueusement. Sur ce pont, donc, il y avait une âme qui pleurait à chaudes larmes, car elle était chargée de gerbes de blé, et il lui fallait passer ce pont. Elle se plaignait fort de la douleur qu’elle avait aux pieds, causée par les clous plantés dans le pont, mais n’était nullement tentée de se laisser tomber dans l’horrible et affreux étang où elle apercevait la gueule des monstrueuses bêtes inimaginables qui l’attendaient.

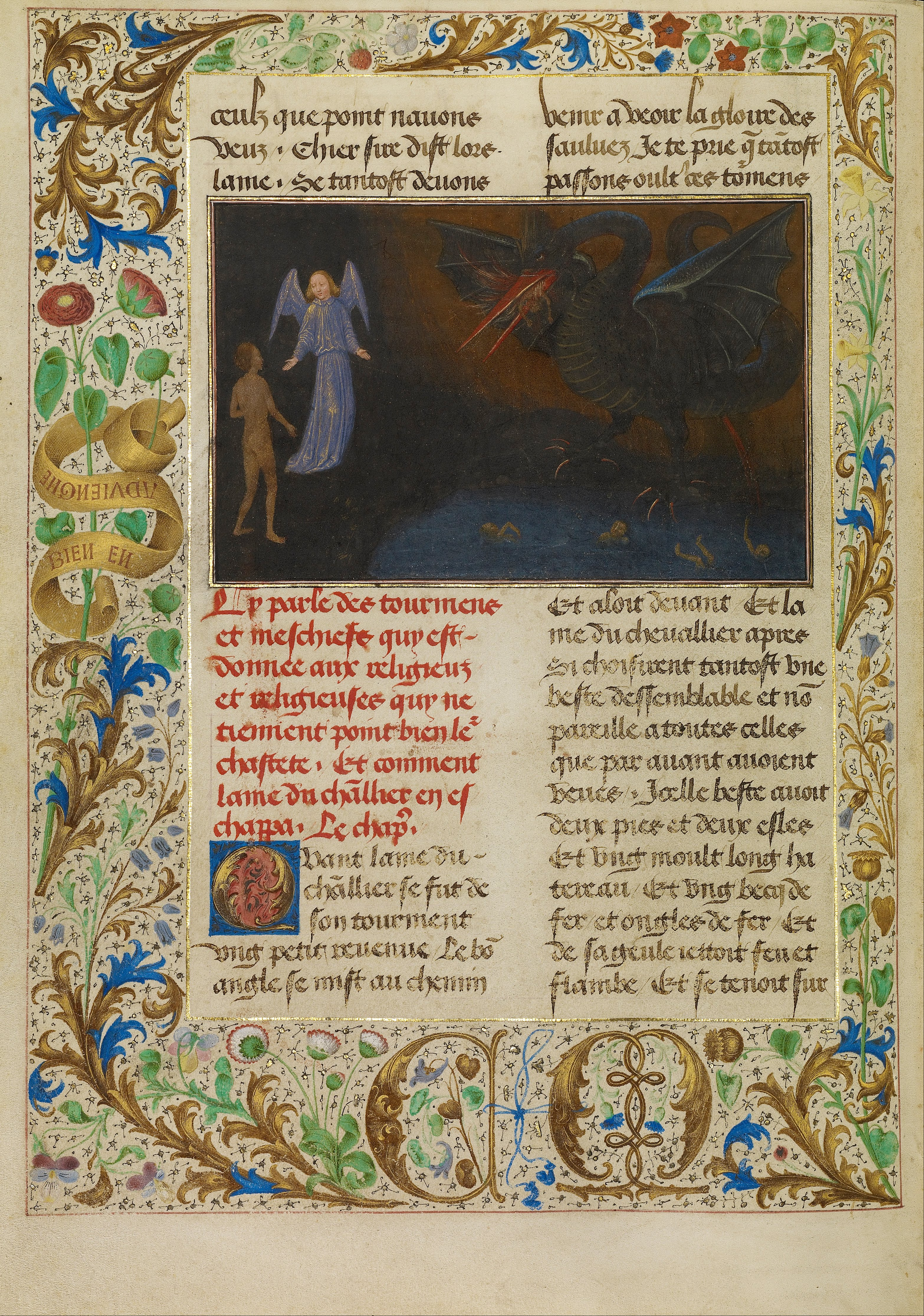
Les gloutons et les fornicateurs

Le sixième tourment est celui des gloutons et des fornicateurs. La pauvre âme se voit contrainte de subir cet horrible tourment.
Une immense maison ouverte était aussi imposante qu’une très haute montagne, et toute ronde comme un four. Il en sortait une flamme telle que dans un rayon de mille pas environ elle brûlait et consumait tout ce qu’elle atteignait. Les bourreaux qui avaient à la main de grandes épées, des cognées, des couteaux, des lances, des crocs, des faux, des fourches de fer et autres armes et instruments de torture pour tourmenter les âmes. ces bourreaux voulaient s’emparer de celles qui se trouvaient devant la porte, dans l’intention de les décapiter, fendre les unes en deux et couper aux autres les membres par morceaux. Les diables tenaient sous leur main un grand nombre d’âmes qu’ils tourmentaient sans relâche. On n’y entendait que pleurs, gémissement et profonds regrets. Des âmes en nombre infini étaient pliées en deux par la faim, et ne pouvaient nullement être rassasiées. Le pire tourment que ces âmes souffraient et propre à ce lieu, était des souffrances atroces ressenties dans leurs organes sexuels qui étaient pourris et pleins de vers. Là on y trouvait des hommes et des femmes appartenant aussi bien au monde séculier que religieux. Il y avait des couleuvres, serpents, crapauds et toute sorte de bêtes dangereuses et horribles à regarder qui les attaquaient et les assaillaient de tous côtés, y compris par leur sexe, et les tourmentaient si cruellement que cette souffrance leur était insupportable. Et il en était ainsi, ni homme ni femme tant religieux que séculiers ne pouvaient éviter ces tourments ni y échapper. On y trouvait des moines et des nonnes, et ceux qui avaient porté l’habit religieux prétendant mener une sainte vie; ces derniers étaient en particulier les plus tourmentés et ceux qui enduraient le plus de souffrances.
Le septième tourment est celui des religieux non chastes et de ceux ayant succombé à la luxure. À peine remis de son précédent tourment l’âme du chevalier doit subir de nouvelles douleurs.
Une bête extraordinaire qui ne ressemblait en rien à toutes celles qu’ils avaient vues auparavant. Elle avait deux pieds et deux ailes, un très long cou, un bec et des ongles de fer, et de sa gueule jetaient du feu et des flammes. Elle se tenait sur un grand étang complètement gelé, et là, elle dévorait toutes les âmes qu’elle pouvait atteindre. Et quand elle les avait englouties et avalées, et qu’en son ventre elles étaient réduites à rien, elle les rejetait par derrière sur la glace, et leur tourments étaient renouvelés. Toutes les âmes qui étaient ainsi rejetées dans le lac, qu’elles soient hommes ou femmes, devenaient enceintes et attendaient le moment d’enfanter. Leur portée leur mangeait les entrailles, et c’est ainsi que les pauvres âmes étaient éjectées dans cette eau puante et glacée. Lorsque le temps d’accoucher arrivait, ces âmes criaient et hurlaient si horriblement que tout aux alentours et même très loin, tout en était ébranlé et retentissait. D’elles naissaient des serpents hideux et cruels, et non seulement par le membre que la nature a conçu pour cela, mais aussi par les bras et par les pieds. Et de tous ces organes sortaient ces serpents qui avaient chacun un bec de fer incandescent et pointu, brûlant et embrasé, avec lequel ils déchiraient et ouvraient le membre par lequel ils se dégageaient. Ils avaient aussi de longues queues hérissées de pointes de fer rouge effilées comme des alênes qui transperçaient douloureusement les malheureuses âmes d’où elles se tiraient. Et quand ces bêtes voulaient sortir des âmes et ne pouvaient extraire leurs dites queues, alors avec leur bec incandescent, mentionné ci-dessus, elles les retournaient, ce faisant déchiraient les entrailles jusqu’au cœur. Et les cris continuels, les lamentations et les hurlements de ces âmes ajoutés à la tourmente et la tempête qui émanaient de ces bêtes, retentissaient jusqu’aux cieux. Avec leurs langues pointues et envenimées, ces serpents suçaient la substance de ces âmes jusqu’à la mort qu’elles désiraient toujours, mais inutilement, car elles mouraient en vivant et vivaient en mourant, c’est leur commune destinée à perpétuité. Là, le membre sexuel des hommes et des femmes ressemblant à des serpents qui leur déchiraient le ventre et autres parties du corps, s’efforçaient continuellement de sortir ce qui se trouve à l’intérieur.
Le huitième tourment est celui des pêcheurs invétérés. Ayant commis plusieurs péchés Tondale doit subir à nouveau un tourment.
Une vallée appelée la vallée des forgerons. Ils y trouvèrent de nombreuses forges et entendirent de grandes lamentations, des pleurs et des gémissements. Les pauvres âmes étaient cuites et recuites au point d’être réduites à rien. Alors les diables les prenaient avec leur fourches de fer, les mettaient sur des enclumes brûlantes et les forgeaient ensemble à grands coups de marteau, de sorte que vingt, trente, cinquante ou cent âmes ne devenaient plus qu’une seule masse et n’arrivaient pas pour autant à mourir.
Le neuvième tourment est celui donné par Lucifer lui-même. L’âme de Tondale put reconnaître l’âme d’ami et de sa famille parmi les âmes torturées.
Le  prince de l’enfer, l’ennemi du monde, le premier des diables. Il était plus grand que toutes les créatures. Cette créature était plus noire que charbon et plus enflammée que mille feux allumés. Elle avait de la tête aux pieds une apparence humaine, mais possédait plusieurs mains et plusieurs pieds. Elle avait, en fait, dix mille mains : chacune mesurait bien cent paumes de long et dix de grosseur, et dont les ongles d’acier fin étaient plus longs que ne sont les lances des chevaliers, et plus effilés que ne pourraient être aiguilles ou alênes. Elle avait aux pieds tant d’orteils et d’ongles que leur nombre en était incalculable. En outre, ce monstre avait plusieurs becs allongés et pointus, et une queue très longue, rude et pleine d’aiguillons, bien faire pour tourmenter et maltraiter les pauvres âmes. Il était sur le dos, couché sur un immense gril de fer extrêmement brûlant chauffé par une masse énorme de charbons ardents, et tout autour du gril une quantité innombrable d’horribles diables soufflait sur le feu. Cet ennemi pervers était entouré d’une telle multitude d’âmes damnées mêlées aux diables que c’est à peine si l’on pourrait croire qu’il y eut autant d’êtres humains au monde, ni dans tout l’enfer autant de diables. Cet horrible et cruel ennemi était attaché au gril par chacun de ses membres avec de grosses chaînes incandescentes. Et quand on le tourne sur le côté vers les charbons et qu’il brûle de toute part, en colère et fureur il jette ses ongles et griffes sur ces pauvres âmes. Une fois que ses griffes sont pleines, il comprime les âmes fortement comme le pressoir fait sortir le vin et l’extrait de ce qui le couvre. Il les tient sans y perdre tête, bras ou jambe. Ensuite lorsqu’il expire comme s’il soupirait, il éparpille ces malheureuses âmes abandonnées dans les divers lieux des tourments de l’enfer. Peu après elles se trouvent bouillie dans l’horrible puits infernal d’où jaillit de tous côtés une flamme terriblement puante qui s’élève et monte jusqu’au ciel. Et quand cette cruelle bête reprend son haleine, conséquemment toutes les âmes qu’elle avait jetées dans tous les coins de l’enfer, retombent dans sa gueule avec une fumée empestant le soufre. Quant aux malheureuses âmes que Lucifer ne pouvait garder dans ses mains, il les frappait de sa fameuse queue. Donc de cette manière, Lucifer le grand prince des ténèbres, l’ennemi du genre humain, tourmente continuellement les pauvres damnés.

### L’entre-deux

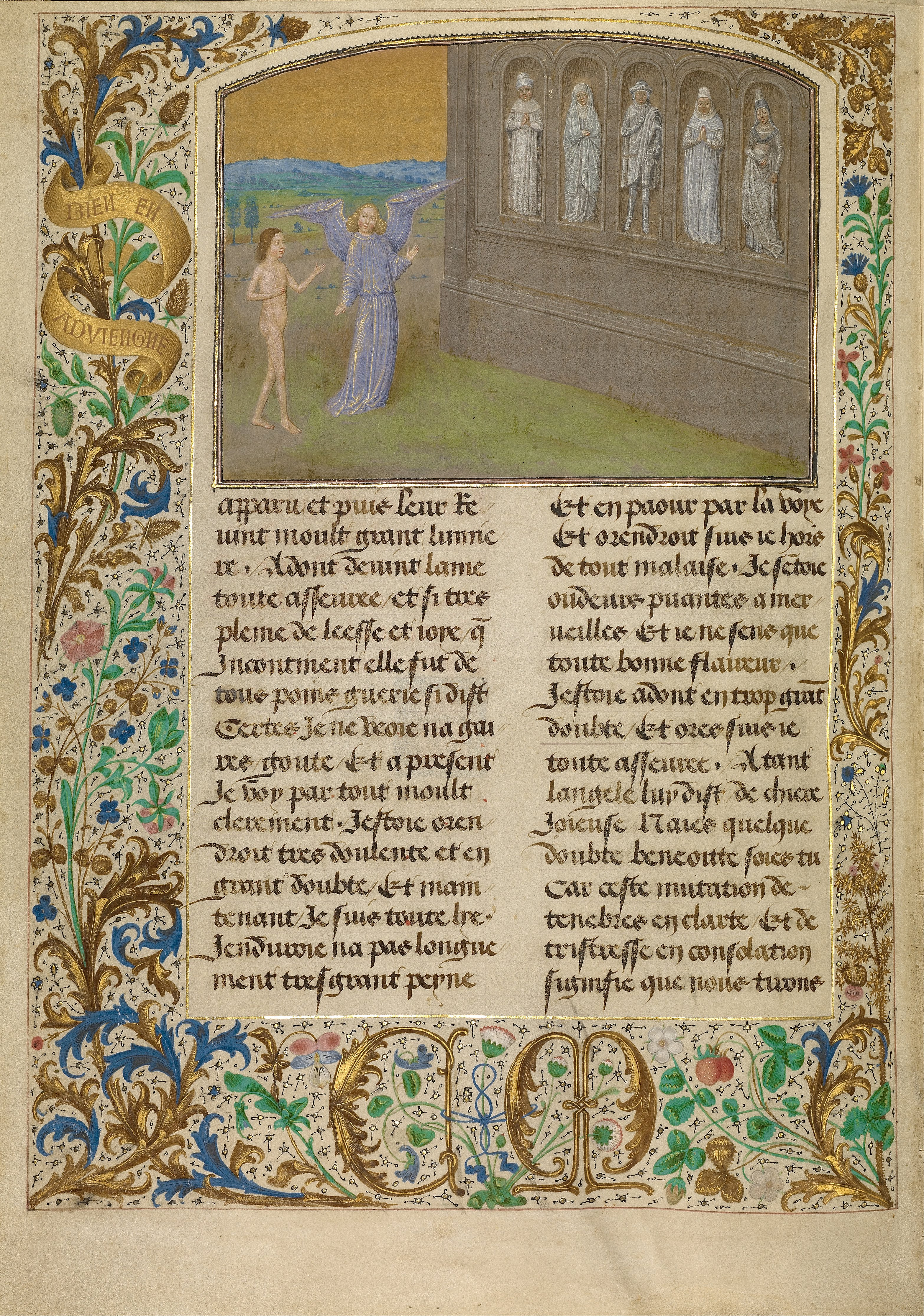
Les bons mais pas trop bon

En chemin vers la lumière, un tourment temporaire est infligé à ceux qui ont bien agi, mais qui n’ont pas assez donné. Ils subissent ce châtiment aussi longtemps que Dieu le voudra avant d’être conduit dans le paradis. Après avoir passé ceux qui subissent les grands vents et la pluie ils arrivent à une fontaine de vie, des champs verts et l’âme de ceux qui étaient bons, mais, pas trop bons, en attente d’aller plus loin.

### Le paradis

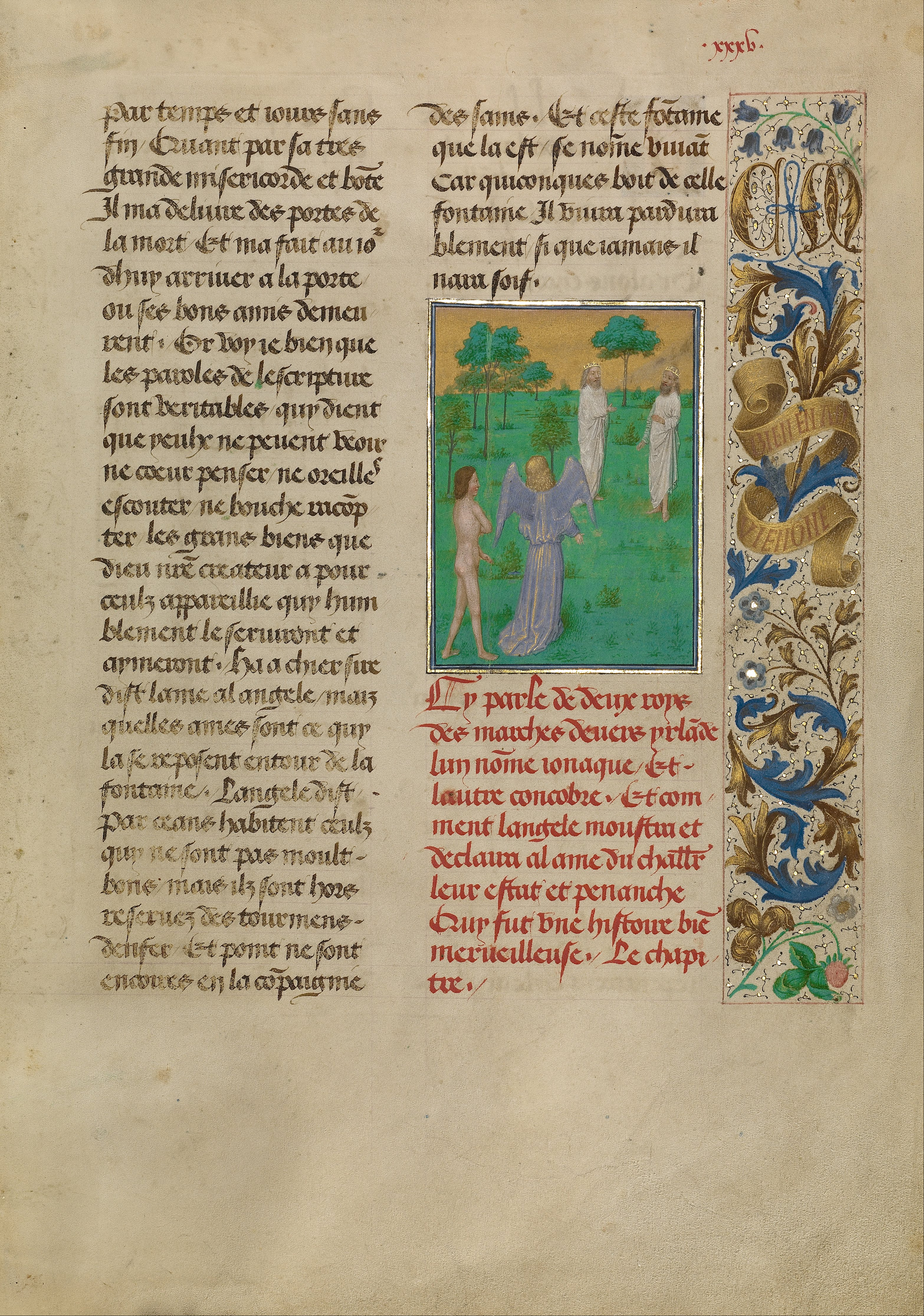
Deux rois d'Irlande

En continuant le chemin dans la lumière, ils rencontrèrent 3 rois que l’âme put reconnaître, le roi Donaque (aussi appelé Ionaque), le roi Cormac ainsi que le roi Concobre. Le roi Cormac, bien qu’il ait sa place au paradis, doit subir un supplice tous les jours, durant 3 heures, pour avoir été infidèle durant son mariage.
Sur la route du paradis, Tondale passa dans 5 paradis différents liés à des bonnes actions et des personnes différentes. Chacune de ces zones le fit sentir toujours mieux.
Le premier paradis est celui des fidèles du mariage. Le second paradis est celui des martyrs et des chastes. Le troisième est celui des bons moines et des bons religieux. Le quatrième paradis est celui des confesseurs. Le cinquième paradis est celui des vierges et des 9 ordres des anges.
Lors de son passage dans le paradis des confesseurs, l’âme de Tondale put rencontrer l’âme de St Ruadanus ainsi que celle de quatre évêques dont Némie et Malachie.

### Retour sur Terre
Avant de terminer le voyage dans l’au-delà, l’ange ordonna à Tondale de se souvenir de tout ce qu’il a vu. Après trois jours de voyage, l’âme du chevalier retrouva son corps. Les camarades de Tondale l’ayant cru mort, mais ayant eu un doute, l’avait gardé dans un drap durant les trois jours, furent stupéfaits de l’entendre pousser un cri épouvantable alors qu’il revenait à la vie. Il raconta immédiatement tous les détails de son voyage dans l’au-delà à ses camarades. À la suite de son récit, il décida de donner tous ces biens aux pauvres, demanda à ce que le signe de croix soit mis sur tous ces vêtements et prêcha la bonne parole de Dieu en reprochant tous les vices aux gens. Il enseigna, par ses récits et propos, comment bien vivre pour aller au paradis à ceux qui voulaient bien l’entendre.

## Manuscrits latins
Il existe trois versions latines de la vision de Tondale : 
1. La version de Marcus qui est la Visio Tnugdali. Cette version est écrite en prose, elle est commencée à la fin de 1148 et terminée en 1149[6].
2. La version de Hélinand de Froidmont est le Chronicon. La vision est contenue dans son œuvre contenant l’histoire universelle depuis la création jusqu’à 1204, divisée en 49 livres[6].
3. La version de Vincent de Beauvais est le Speculum Historiale. La vision est contenue dans son œuvre sur la chronique universelle de la Création jusqu’au milieu du XIIIe siècle. La dernière version comprend 32 livres[6].

## Manuscrits français
Il existe 11 versions françaises du manuscrit de Marcus sur la Visio Tnugdali.
La version L est considérée comme la première traduction française en prose. Elle se trouve à Londres. Elle a vraisemblablement été écrite par un clerc venant du Nord-Est. La version est fidèle au texte latin à l’exception de certains détails macabres de l’enfer qui y sont amplifiés. Elle est présentée en 18 folios dont les 2 derniers sont des commentaires moraux.
La version P est la seconde traduction en prose et se trouve à Paris, à la BnF et est conservé en deux manuscrits. Il est impossible d’indiquer la source originale utilisée pour sa composition. Le manuscrit a été fait, à l’Est, à Bourgogne. Le traducteur serait un clerc vu sa facilité à jouer avec les sources bibliques.
Il ne reste qu’un fragment de la version D anglo-normande en vers qui se trouve au Trinity College, à Dublin. Il est impossible d’indiquer la source originale utilisée pour sa composition. Le fragment est composé de quatre feuillets conservés dans un recueil. Il s’agit de la seule traduction française en vers. Il est composé de 364 vers alexandrins de langues anglo-normandes, un vers de plus est irrégulier.

### XIVesiècle
La version de Jean de Vignay, Miroir Historial, est nommée la version J. Cette version conserve 11 témoins encore accessibles de nos jours. Elle a été faite à la cour de France.
La première traduction de Vincent de Beauvais est nommée la version A. Elle est inédite et conservée à Paris. Elle se lit dans deux manuscrits. L’auteur est certainement laïc puisqu’il ne reconnaît pas les citations bibliques traduites plus librement. La source latine n’est jamais citée, mais en analysant on peut se rendre compte que son modèle est celui de Vincent de Beauvais.

### XVesiècle
La seconde traduction de la version de Vincent de Beauvais est nommée la Version V et est conservée en France. Elle est la traduction fidèle du texte de Vincent de Beauvais et est conservée dans deux manuscrits, un à Paris et un à Lyon.
La version T, aussi connue comme « Le Traité des peines d’enfer », est conservée à Paris. Cette version, vraisemblablement écrite par un clerc, est très brève. Le manuscrit est composé de 118 feuillets plus deux gardes, le feuillet 77 est mutilé. Ce manuscrit vient s’inscrire dans le contexte de la réflexion morale typique de la fin du Moyen Âge.
La version H ou version homilétique est conservé à Paris. Elle est conservée dans deux manuscrits et est sans aucun doute la version la moins fidèle à sa source latine. Malgré le fait que cette version ne soit pas fidèle à sa source d’origine, il est possible d’affirmer qu’elle est une traduction du texte original de Marcus. Il aurait été écrit au sud-ouest d’Oïl.
La version M ou version Lorraine est conservée à Metz. Le manuscrit contient 234 feuillets, 4 gardes au début, 2 gardes et demie à la fin, contre-gardes en parchemin. On distingue 8 mains différentes ayant participé à l’écriture de cette version.
La version de David Aubert aussi nommée version G est conservée à Los Angeles. Cette version a été produite en 1475 à la cour de Bourgogne, elle est dédiée à Marguerite d’York, troisième femme de Charles le Téméraire. Elle est la version ayant la plus grande valeur artistique des versions produites. Elle est composée de 20 enluminures faites par Simon Marmion. David Aubert a basé sa traduction sur le texte original de Marcus.
La version Q est la version en prosimètre de Regnaud le Queux dans Baratre infernal. Le texte est conservé dans trois manuscrits en France. Cette version est réalisée sur la version du Pseudo Vincent de Beauvais.
Les Visions du chevalier Tondal du Getty est un manuscrit écrit par David Aubert et enluminé par Simon Marmion. Il s'agit d'une traduction en français, seul manuscrit enluminé, contenant 20 miniatures. Il est actuellement conservé au J. Paul Getty Museum de Los Angeles.